# Punta de l'Enderrocada
La Punta de l'Enderrocada és una muntanya de 1.307 metres que es troba al municipi de la Sénia, a la comarca catalana del Montsià.